# Светлана Николова
Светлана Николова е българска поетеса, писателка и общественичка.

## Биография
Родена е на 4 септември 1971 г. в град Харманли. Завършила е българска филология във Великотърновския университет „Св. св. Кирил и Методий“. Магистър е по актуална българистика и дипломация и международни отношения от Пловдивския университет „Паисий Хилендарски“. Има специализация от Тракийския университет в Стара Загора по организация и управление на образованието.
Работила е като журналист, дългогодишен експерт за връзки с обществеността в Областната администрация в Хасково, и в медицинския сектор – в ОАРИЛ на УМБАЛ „Пловдив“, в Кладно, Чехия и др.
От 2017 година е заместник-директор на Професионалната гимназия „Захари Стоянов“ в Харманли.
Била е общински съветник и заместник-председател на Общински съвет Харманли, 2015 – 2019 г.
Кандидат за народен представител в 48-ото и 51-вото народно събрание като гражданска квота на ПП „Продължаваме промяната“. Кандидат за кмет на Харманли на местните избори през 2023 г. от листата на коалиция „Продължаваме промяната – Демократична България“, с втори резултат в общината. Общински съветник в ОбС Харманли от коалицията, мандат 2023 – 2027.
Част е от Общността на жените обществени лидери „ТЯ в България“ на Академия „Екатерина Каравелова“ и настоятел на Народно читалище „Дружба 1870“ – Харманли.
Има син Матей Георгиев (роден 2012 г.), който е автор на книгата „Историите на Матей“ (2023).

## Обществена дейност
Активно работи за възстановяването на паметника „Изворът на Белоногата“ до Харманли. През 2022 г. получава национален приз „Доброволец на годината“ за опазване на културното наследство. Нейната дългогодишна борба (от 2017 г. до 2022 г.) за решаване на проблема със собствеността на Герганина чешма има широк обществен и медиен отзвук. През октомври 2022 г. с решение на Министерския съвет на България обектът „Изворът на Белоногата“ е предаден за стопанисване на община Харманли, което дава възможност за неговото реставриране и благоустрояване.
По нейна инициатива през 2022 година 250-годишният полски ясен на Извора на Белоногата, става защитено вековно дърво. Историята на това дърво, която тя написва, е победител в категорията „Вековните дървета говорят“ на конкурса „Дърво с корен 2022“, организиран от Фондация „ЕкоОбщност“.
Сценарист е на филма „По стъпките на Белоногата“. Организатор е на инициативи за четене и откриване на млади поетични таланти.
По нейна идея от 2017 г. се провежда ежегодно „Ден на Белоногата“.

## Творчество
Авторка е на стихосбирките „Дъждовни магистрали“ (обявена за „Книга на 2014 г.“ от КДК Хасково в рамките на Националния конкурс „Южна пролет“ 2015) и „На раменете ми“ (2023), издадена с подкрепата на Министерството на културата, както и на сборника с разкази „Очите на Марта“ (2025), спечелил проект на Министерството на културата.
Носителка е на национални и международни награди за поезия и проза. Нейни творби са включени в антологии и сборници с лирика и белетристика, превеждани са на френски и арабски език.

## Литературни награди
Получава Националната награда за поезия „Биньо Иванов“ 2023.
Първи места в:
1. Националния поетичен конкурс „Свищовски лозници“, 2024;[26]
2. XIX Национален поетичен конкурс на името на Пенчо Славейков, 2023;[27]
3. Литературния конкурс за учители, посветен на поета Дамян Дамянов, 2023;[28]
4. Националния поетичен конкурс „Жената – любима и майка“, 2020;[29]
5. Националния литературен конкурс на името на Никола Вапцаров в Благоевград (2015, 2016, 2017);
6. Международния литературен конкурс „Изящното перо“ Чикаго 2021;[30]
7. Голямата награда за поезия и първо място за проза в Международния литературен конкурс „Небесни меридиани“, Израел, 2022 г.[31]

Призови места от конкурсите:
1. Националния литературен конкурс за съвременна женска поезия „Мара Белчева“, 2023[32] (втора награда);
2. Яворови дни 2023 и 2021 (втори награди);[33]
3. Национален поетичен конкурс за любовна лирика „Горчиво вино“, 2023 (трето място);
4. Националния конкурс за литература на Издателство „Библиотека България“ – „Вие пишете, ние четем“, 2022 (втора награда);[34]
5. XV национален литературен конкурс за поетеси „Дора Габе“, 2022 (трето място);[35]
6. Специална награда от Първи национален конкурс за поезия „Ивайло Балабанов“, 2022;
7. Националния конкурс за поезия „В полите на Витоша“, 2020 и 2022 (втора и трета награда);[36][37]
8. Националния конкурс „Петко и Пенчо Славейкови“ под патронажа на президента на Република България, 2018 (Славейкова награда – трета награда).[38]